# Чорній Володимир Павлович

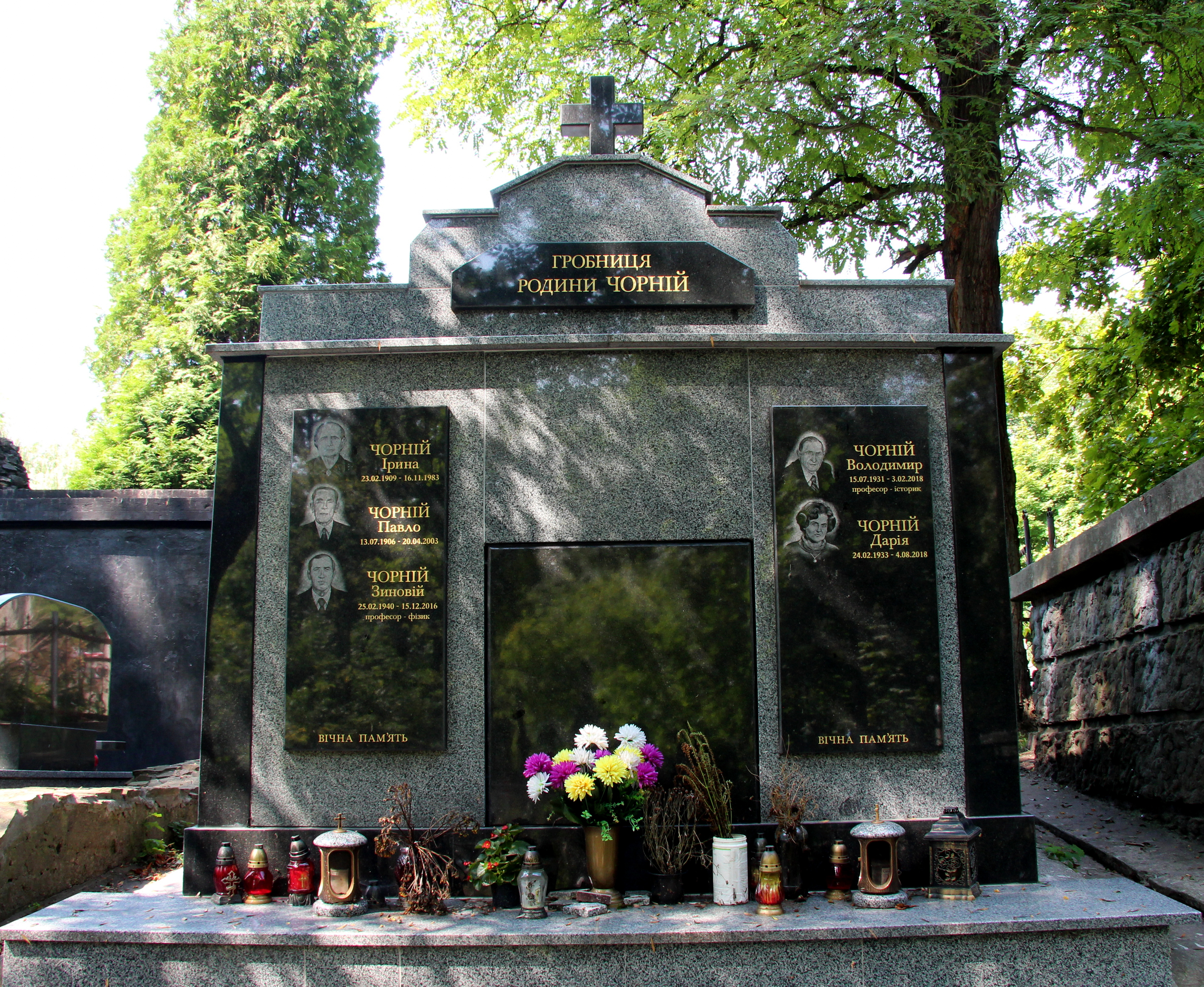

Володимир Павлович Чорній (15 липня 1931, с. Киданів, нині Тернопільської області — 3 лютого 2018, м. Львів) — український історик, колишній ректор Дрогобицького державного педагогічного інституту імені Івана Франка. Кандидат історичних наук (1966), доцент (1971), професор (2008).

## Біографія
Народився в родині сільського ремісника-тесляра. Початкову освіту здобував у рідному селі. Деякий час навчався у Чортківській та Станиславівській гімназіях, а потім — у Бучацькій середній школі № 2[джерело?] Тернопільської області, де у 1948 році отримав атестат зрілості. У 1948 році вступив на історичний факультет Львівського університету імені Івана Франка, який закінчив з відзнакою у 1953 році.
У 1953—1956 роках — аспірант кафедри історії південних і західних слов'ян Львівського університету імені Івана Франка. Кандидатську дисертацію «Квітневе повстання в Болгарії 1876 р.» (науковий керівник — професор О. Бейліс) захистив у 1966 році. Вчене звання доцента присвоєно у 1971 році.
У 1956—1959 роках — асистент кафедри історії південних і західних слов'ян Львівського університету імені Івана Франка. У 1959—1960 роках — помічник проректора Львівського університету імені Івана Франка. У 1960—1967 роках — старший викладач кафедри історії СРСР, та одночасно, у 1964—1965 роках — заступник декана загальнонаукового факультету Львівського університету імені Івана Франка.
У 1967—1968 роках — заступник завідувача відділу науки і навчальних закладів Львівського обласного комітету КПУ.
У 1968—1973 роках — ректор Дрогобицького державного педагогічного інституту імені Івана Франка.
Від 1973 року продовжував працювати у Львівському університеті. У 1973—1983 роках — завідувач кафедри історії південних і західних слов'ян. Одночасно, у 1973—1976 роках — декан історичного факультету. У 1983—1994 роках — доцент кафедри історії південних і західних слов'ян. У 1994—1997 роках — завідувач кафедри історії слов'янських країн. З 1997 року — доцент, професор кафедри історії слов'янських країн (історії Центральної та Східної Європи) Львівського національного університету імені Івана Франка.
Декілька разів виїжджав за кордон для ознайомлення з роботою вищих навчальних і наукових закладів, а також проведення наукових досліджень, зокрема до Болгарії (Великотирновський університет), Польщі (Жешувська вища педагогічна школа), Угорщини (Печський педінститут), ФРН (Сербський інститут в м. Будишині). У 1980—1981 роках працював у порядку обміну лекторами у Великотирновському університеті імені Святих Кирила і Мефодія у Болгарії.
Від 1974 року (з перервою) — відповідальний редактор наукового збірника «Українське слов'янознавство» — «Проблеми слов'янознавства»; з 1989 по 2007 рік — голова славістичної комісії НТШ. Дійсний член Наукового товариства імені Шевченка (з 1992 року). З 1992 року — директор Інституту славістики Львівського університету. З 1992 року — голова постійного оргкомітету міжнародних славістичних колоквіумів, які щорічно проводяться у Львівському університеті.
Сфера наукових зацікавлень: історія південних і західних слов'ян, зокрема болгарський національно-визвольний рух середини XIX століття, українсько-слов'янські взаємини та історія славістики.
Похований у родинній гробниці на Янівському цвинтарі.

## Найважливіші праці
- «Болгарська еміграція в період підготовки Квітневого повстання 1876 р.» // Питання загальної історії. — Львів, 1959. — С. 86-102
- «Героическая эпопея болгарского народа. Апрельское восстание 1876 года.» — Львов, 1976
- «Незабываемый подвиг. Некоторые аспекты русско-турецкой войны 1877—1878 гг. и освобождения Болгарии от османского ига». — Львов, 1980 (у співавторстві)
- «Развитие исторической болгаристики в Украинской ССР» // I Международен Конгрес по българистика. — София, 1981
- «Лужицькі серби. Посібник з народознавства» — Львів-Будишин, 1997 (у співавторстві)
- «Історія країн Центрально-Східної Європи. Посібник для студентів історичних та гуманітарних факультетів» / За ред. Л. Зашкільняка. — Львів, 2001. — 652 с. (у співавторстві)
- «Слов'янознавчі студії: статті, виступи та ювілейні матеріали. З нагоди 70-річчя від дня народження.» — Львів, 2002. — 370 с.
- «Історія Болгарії». — Львів, 2007. — 404 с.

## Нагороди
- орден Трудового Червоного Прапора (1969)
- три болгарські урядові медалі (1978, 1981, 1984)
- почесний знак «Марін Дрінов» Болгарської академії наук (2010)